# Biliaivka
Biliaivka (tiếng Ukraina: Біля́ївка, Biljáïvka, tiếng Nga: Беляевка) là một thành phố của Ukraina. Thành phố này thuộc tỉnh Odessa. Thành phố này có diện tích chừng 14,5 km2, dân số theo điều tra dân số năm 2001 là 14294 người.